# 楊淳弼
楊淳弼（2000年6月22日—） ，為台灣棒球選手，曾效力於中華職棒統一7-ELEVEn獅，守備位置為投手。於2020年季中選秀中被統一7-ELEVEn獅以第十輪第四十八順位選進。2023年季末遭到釋出。生涯未上過一軍。

## 經歷
- 彰化縣南鎮國小
- 彰化縣大佛鋼彈社區少棒隊
- 彰化縣立彰化藝術高級中學青少棒隊
- 高雄市立三民高級中學青棒隊
- 臺中市國立臺灣體育運動大學棒球隊（富邦公牛）
- 中華職棒統一7-ELEVEn獅（2020年–2023年）

## 外部連結
- 楊淳弼在台灣棒球維基館上的頁面（繁體中文）